# Dichlorure de décaméthyltitanocène
Le dichlorure de décaméthyltitanocène est un composé organotitane de formule chimique Cp*2TiCl2, où Cp* représente les ligands pentaméthylcyclopentadiénylyle (CH3)5C5. Il s'agit d'un solide rouge soluble dans les solvants organiques apolaires. Ce complexe fait l'objet de nombreuses recherches comme précurseur de nombreux autres complexes d'organotitane.
On l'obtient en faisant réagir du tétrachlorure de titane TiCl4 avec Cp*Li, réaction qui passe par l'intermédiaire trichlorure de (pentaméthylcyclopentadiényl)titane Cp*TiCl3.
La réduction du Cp*2TiCl2 en présence d'éthylène C2H4 donne l'adduit Cp*2Ti(C2H4) ; on prépare le complexe dicarbonyle Cp*2Ti(CO)2 de la même manière.